# تشيلسي موسم 2005–06
كان موسم 2005–06 هو الموسم التنافسي الـ92 لنادي تشيلسي لكرة القدم، والموسم الرابع عشر على التوالي في الدوري الإنجليزي الممتاز والعام المائة كنادي. تحت قيادة جوزيه مورينيو، احتفل تشيلسي بموسم الذكرى المئوية له بالفوز بلقب الدوري الإنجليزي الممتاز للعام الثاني على التوالي بعد فوزه على أقرب منافسيه مانشستر يونايتد بنتيجة 3–0 في ستامفورد بريدج في 29 أبريل 2006. وفازوا أيضًا بدرع المجتمع.
في دوري الأبطال، سعى تشيلسي إلى تحسين مركزه في الدور نصف النهائي للعام الثاني على التوالي في العام السابق، لكنه خرج من المنافسة في مرحلة خروج المغلوب الأولى أمام نادي برشلونة. وفي كأس الاتحاد الإنجليزي، تمكنوا من تحسين أدائهم بعد خروجهم من الجولة الثالثة في الموسم السابق، لكنهم فشلوا في الوصول إلى الدور نصف النهائي، حيث خسروا 2–1 أمام ليفربول. بعد فوزهم بكأس الرابطة في الموسم السابق فشلوا في الدفاع عن لقبهم بعد خروجهم المبكر من الجولة الثالثة أمام تشارلتون أثلتيك بركلات الترجيح.